# アラン・H・マクドナルド

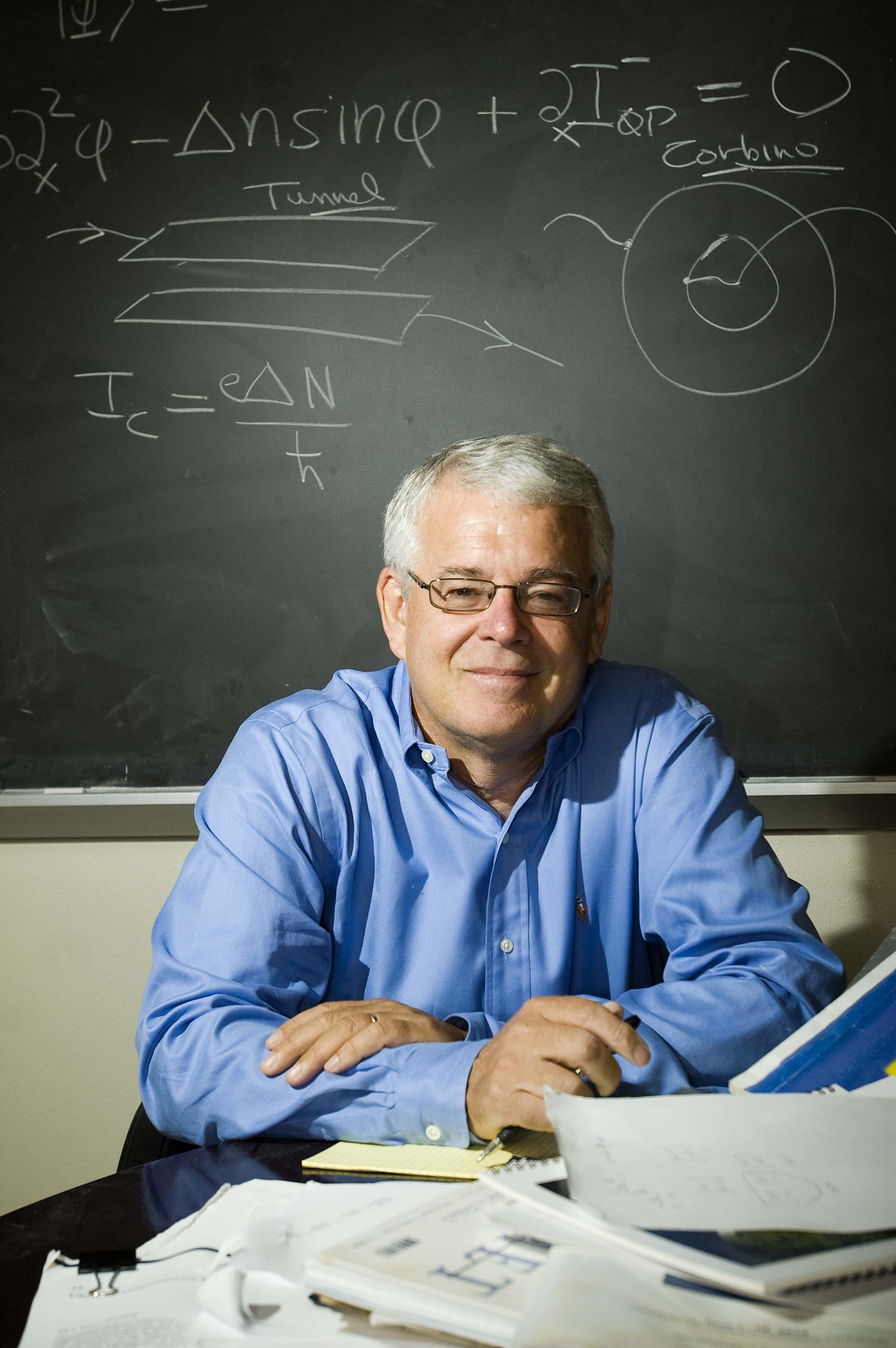
アラン・H・マクドナルド

アラン・ヒュー・マクドナルド（Allan Hugh MacDonald, 1951年12月1日 - ）は、カナダの固体物理学者。テキサス大学オースティン校教授。主な業績は、低次元の相関多電子系や、ねじれ二層グラフェン（TBG）の研究。

## 経歴
ノバスコシア州出身。1978年にトロント大学から物理学のPh.D.を取得。チューリッヒ工科大学やマックス・プランク固体研究所で客員研究員となった後、1987年インディアナ大学教授に就任、2000年から現職。

## 受賞歴
- 2007年 - オリバー・E・バックリー凝縮系賞
- 2020年 - ウルフ賞物理学部門
- 2024年 - クラリベイト引用栄誉賞

## 参照
- Allan H Macdonald
- Allan H. Macdonald's Group